# Draâ El-Kaïd
Draâ El-Kaïd è un comune dell'Algeria, situato nella provincia di Béjaïa.